# Cá hề Picasso

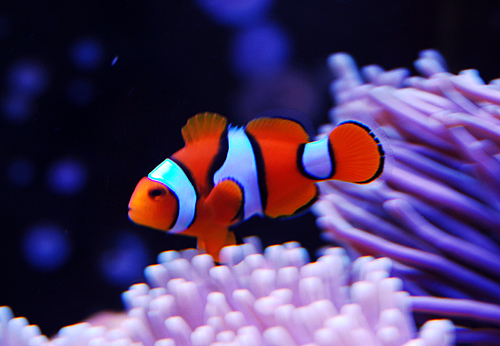
Một con cá hề thuộc nhóm cá hề Picasso

Cá hề Picasso là tên gọi chỉ chung về tập hợp một nhóm cá hề đa dạng về màu sắc được xuất phát từ loài Amphiprion percula (cá hề Percula), biến thể dòng Picasso xuất hiện tự nhiên ở quần đảo Solomon và Papua New Guinea tuy nhiên tuy nhiên chúng cực kỳ hiếm gặp. Màu sắc cơ thể và hình thái chung của Cá hề Picasso tương tự như cá hề Percula thông thường, nhưng kiểu sọc rất khác biệt, ba sọc trắng trên cơ thể, và đặc biệt là sọc ở giữa có họa tiết lớn hơn và có nhiều hình dạng kỳ lạ khác nhau. 

## Đặc điểm
Cá hề Picasso là một dòng cá cảnh biển đang được người chơi trên khắp thế giới đặc biệt ưa chuộng. Giống cá đẹp này có khoang màu trắng sứ rất sáng ở giữa thân. Mỗi con cá lại có khoang màu kích thước khác nhau. Hầu hết cá được bán ra khi được 7-8 tháng tuổi có chiều dài trên 4.5 cm. Lưng cá sẽ đậm màu dần khi cá trường thành. Cá Picasso là các loài cá đẹp có màu trắng chủ yếu ở sọc giữa thân của chúng. Mỗi con cá riêng biệt là duy nhất và được chính tay những người phân loại có kinh nghiệm. Những con cá này được phân loại dựa trên số lượng màu trắng, mức độ độc lạ của sọc và độ hiếm của các họa tiết. Cá nuôi nhốt là lựa chọn cho những người mới chơi cũng như những người chơi cá kiểng dày dạn kinh nghiệm. 

## Nuôi cá
Cá hề Picasso lai tạo rất dễ nuôi trong bể cá tại nhà. Cá cái sẽ là con lớn nhất trong cặp và hai con cá thường sẽ ở gần nhau trong bể cá. Cá hề là lớp trứng và sẽ đặt trứng trên một bề mặt phẳng và bảo vệ trứng khỏi những con cá cùng bể khác. Thông thường, trứng sẽ nở trong 8-11 ngày tùy thuộc vào nhiệt độ nước. Cá con phải được nuôi trong một bể cá riêng biệt theo chế độ ăn luân trùng. Hầu hết cá hề là loài ăn tạp, có nghĩa là chúng sẽ ăn được nhiều loại thức ăn khác nhau. Trong tự nhiên, chế độ ăn của cá hề bao gồm động vật giáp xác (chẳng hạn như động vật chân đốt), tảo, giun nhiều tơ và thức ăn thừa từ của hải quỳ.